# Theta1 Sagittarii
Pour les autres étoiles du système ayant cette désignation de Bayer, voir Theta Sagittarii.
Désignations
Theta1 Sagittarii (θ1 Sagittarii / θ1 Sgr) est une étoile binaire de la constellation zodiacale du Sagittaire. Elle est visible à l'œil nu avec une magnitude apparente de 4,37. Sur la base d'une parallaxe annuelle de 6,29 mas mesurée depuis la Terre, le système est situé à environ 520 années-lumière du Soleil. À cette distance, sa magnitude visuelle est diminuée par un facteur d'extinction de 0,24 à cause de la poussière interstellaire.
Theta1 Sagittarii est une binaire spectroscopique à un spectre ayant une période orbitale de seulement 2,1 jours sur une orbite circulaire. Le membre visible, la composante A, est une étoile sous-géante de type spectral B3 IVp. Elle est âgée d'environ 33 millions d'années et tourne sur elle-même avec une vitesse de rotation projetée de 73 km/s. La masse de la primaire est d'environ 6,6 fois celle du Soleil et son rayon d'environ 5,6 fois celui du Soleil. Elle émet 2 271 fois la luminosité solaire avec une température effective de 17 900 K.